# Barèges-gavarnie
Pour les articles homonymes, voir Barèges (homonymie) et Gavarnie.
Barèges-gavarnie est l'appellation d'origine de carcasses bouchères ovines françaises. Elle est préservée au moyen d'une appellation d'origine contrôlée depuis 2003 et par une appellation d'origine protégée depuis 2008.

## Historique
Les éleveurs du pays Toy sont à l'origine de ce produit agricole. Il s'agit de la haute vallée du Gave de Pau enclavée où les habitants vivaient en quasi autarcie. La race ovine locale barégeoise s'est progressivement différenciée de sa cousine la lourdaise par absence de métissages entre vallée. Les agriculteurs se sont organisés en mettant en commun leurs parcours d'estive,. 
Confronté à l'érosion du revenu de leurs élevages, les éleveurs ovins locaux ont été contraints de mieux valoriser leur travail en trouvant une solution à la concurrence de viande ovine d'importation. Conscients de la qualité de la race locale barégeoise, ils ont déposé à l'INAO un dossier de demande de reconnaissance de l'appellation d'origine Barèges-gavarnie en AOC en 1995. Ils ont obtenu la préservation le 14 septembre 2003 et l'AOP européen a suivi le 1er mars 2008.
Cette production agricole est également défendue par l'association slow food française via son système « sentinelle du goût ».

## Terroir

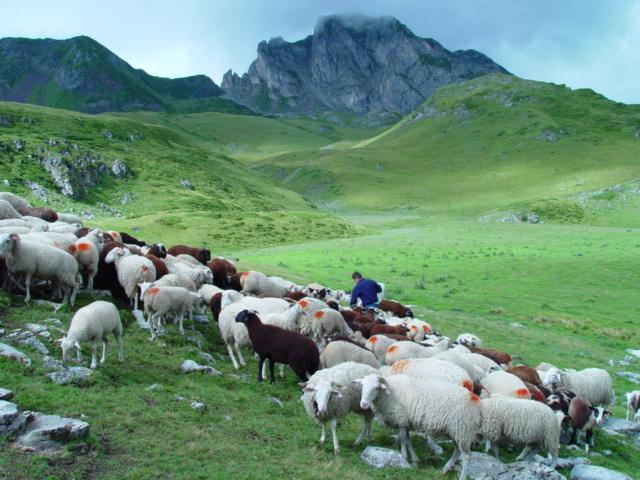
Troupeau en estive près de Gavarnie.

### Géographique
Il s'agit du canton de Luz-Saint-Sauveur dans l'est du département des Hautes-Pyrénées ; il compte dix-huit communes. Cette zone de haute montagne des Pyrénées abrite les estives de la race ovine barégeoise. Ces 25 000 ha de parcours herbagers d'altitude représentent 60 % de la surface agricole de la zone. Ils sont étagés entre 600 m et près de 3 000 m.

### Climatique et orographique
La région est de climat océanique à tendance continentale. Il se traduit par un ensoleillement exceptionnel et une relative sécheresse. 
Quatre étages sont différenciés selon les conditions locales. Les collines de fond de vallées sont bien arrosées toute l'année et favorisent une bonne pousse de l'herbe permettant de faire plusieurs coupe de foin. L'étage montagnard, entre 1 000 et 1 800 mètres ou l'Homme a transformé la forêt originelle en pâtures. L'étage subalpin, entre 1 800 et 2 500 m, la végétation doit se suffire d'une période estivale courte. C'est la zone où les bêtes se nourrissent l'été d'une végétation rase mais très variée et parfumée grâce à un ensoleillement important. Au-dessus, la pierre tend à se faire dominante au détriment de la strate herbacée.
Lors de la délimitation de l'aire d'appellation, seize zones d'estive totalisant 25 000 ha ont été définies dans l'étage subalpin. Elles sont les seules zones dans lesquelles les troupeaux doivent passer l'été>.

## Élevage

### La race barégeoise

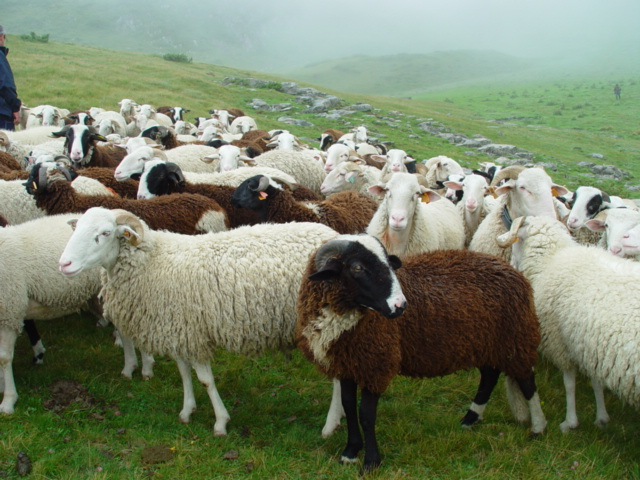
Troupeau de barégeois en estive, près de Gavarnie

L'élevage concerne exclusivement les moutons de race Barégeoise. Cette race locale s'est forgée une bonne rusticité pour vivre à l'air libre tout l'été en altitude. Elle est bonne marcheuse et possède une toison suffisante pour accepter les fortes amplitudes thermiques entre jour et nuit. 
Chaque cheptel à l'origine de la viande barèges-Gavarnie ne doit contenir que des bêtes de la race spécifiée. Lors de l'achat d'animaux pour constituer le troupeau ou renouveler des reproducteurs, le femelles doivent être inscrites au registre de la race barégeoise. Les mâles peuvent ne pas être inscrits, mais la vérification de leur conformité à la race doit se faire avant l'achat.

### Nourriture
L'hiver, le bétail est nourri de foin récolté dans la zone. L'achat de fourrage extérieur est autorisé dans la limite de 20 % et tous les aliments fermentés (ensilage, enrubannage) sont interdits. L'été, les animaux se nourrissent exclusivement de ce qu'ils trouvent en montagne, lâchés en quasi liberté.

## Produit
L'abattage est conduit de manière à respecter la qualité de la viande. Les carcasses doivent ressuyer au moins 24 h.
La viande est rouge sans excès de gras, finement persillée, fondante et savoureuse.

## Sources